# Hesham Mohamed
Hesham Mohamed Hussien Mohamed Hassan (in arabo هشام محمد حسين محمد حسن‎?; Il Cairo, 3 gennaio 1990) è un calciatore egiziano, centrocampista dell'Ismaily.

## Carriera

### Club
Muove i suoi primi passi nelle giovanili dell'Al-Ahly. Esordisce in prima squadra il 30 marzo 2008 contro il Tersana, subentrando al 77' al posto di Ahmed Adel. Dopo aver trascorso giocato cinque anni con il Misr Lel Makasa, il 25 luglio 2017 torna all'Al-Ahly, firmando un accordo valido fino al 2022.
Non trovando spazio in rosa, il 20 agosto 2019 si trasferisce a parametro zero all'Al-Ittihad Alessandria. Il 6 dicembre 2020 torna al Misr Lel Makasa. Il 26 settembre 2021 viene ingaggiato dal Pyramids.

### Nazionale
Esordisce in nazionale il 5 giugno 2017 contro la Libia, in amichevole. In precedenza aveva partecipato ai Mondiali Under-20, svolti in Egitto nel 2009.

## Statistiche

### Presenze e reti nei club
Statistiche aggiornate al 7 gennaio 2023.
| Stagione               | Squadra                | Campionato             | Campionato | Campionato | Coppe nazionali | Coppe nazionali | Coppe nazionali | Coppe continentali | Coppe continentali | Coppe continentali | Altre coppe | Altre coppe | Altre coppe | Totale | Totale |
| Stagione               | Squadra                | Comp                   | Pres       | Reti       | Comp            | Pres            | Reti            | Comp               | Pres               | Reti               | Comp        | Pres        | Reti        | Pres   | Reti   |
| ---------------------- | ---------------------- | ---------------------- | ---------- | ---------- | --------------- | --------------- | --------------- | ------------------ | ------------------ | ------------------ | ----------- | ----------- | ----------- | ------ | ------ |
| 2007-2008              | Al-Ahly                | PL                     | 3          | 0          | CE              | 0               | 0               | CCL                | 0                  | 0                  | SE          | 0           | 0           | 3      | 0      |
| 2008-2009              | Al-Ahly                | PL                     | 0          | 0          | CE              | 0               | 0               | CCL+CC             | 0                  | 0                  | SE+SA+Cmc   | 0           | 0           | 0      | 0      |
| 2009-2010              | Al-Ahly                | PL                     | 0          | 0          | CE              | 0               | 0               | CCL                | 0                  | 0                  | SE          | 0           | 0           | 0      | 0      |
| 2010-gen. 2011         | Al-Ahly                | PL                     | 0          | 0          | CE              | 0               | 0               | CCL                | 0                  | 0                  | SE          | 0           | 0           | 0      | 0      |
| gen.-giu. 2011         | Smouha                 | PL                     | 3          | 0          | CE              | 0               | 0               | -                  | -                  | -                  | -           | -           | -           | 3      | 0      |
| 2011-2012              | El-Shorta              | PL                     | 3          | 0          | -               | -               | -               | -                  | -                  | -                  | -           | -           | -           | 3      | 0      |
| 2012-2013              | Misr Lel Makasa        | PL                     | 10         | 0          | CE              | 0               | 0               | -                  | -                  | -                  | -           | -           | -           | 10     | 0      |
| 2013-2014              | Misr Lel Makasa        | PL                     | 17         | 2          | CE              | 1               | 1               | -                  | -                  | -                  | -           | -           | -           | 18     | 3      |
| 2014-2015              | Misr Lel Makasa        | PL                     | 25         | 2          | CE              | 1               | 0               | -                  | -                  | -                  | -           | -           | -           | 26     | 2      |
| 2015-2016              | Misr Lel Makasa        | PL                     | 18         | 2          | CE              | 0               | 0               | CC                 | 1                  | 0                  | -           | -           | -           | 19     | 2      |
| 2016-2017              | Misr Lel Makasa        | PL                     | 29         | 1          | CE              | 2               | 1               | -                  | -                  | -                  | -           | -           | -           | 31     | 2      |
| 2017-2018              | Al-Ahly                | PL                     | 12         | 0          | CE              | 2               | 1               | CCL+CCL            | 2+7                | 0                  | SE          | 0           | 0           | 23     | 1      |
| 2018-2019              | Al-Ahly                | PL                     | 17         | 0          | CE              | 1               | 0               | ACC+CCL            | 2+4                | 0                  | SE          | 0           | 0           | 24     | 0      |
| Totale Al-Ahly         | Totale Al-Ahly         | Totale Al-Ahly         | 32         | 0          |                 | 3               | 1               |                    | 15                 | 0                  |             | 0           | 0           | 50     | 1      |
| 2019-2020              | Al-Ittihad Alessandria | PL                     | 19         | 0          | CE              | 2               | 0               | ACC                | 3                  | 0                  | -           | -           | -           | 24     | 0      |
| 2020-2021              | Misr Lel Makasa        | PL                     | 23         | 1          | CE              | 2               | 1               | -                  | -                  | -                  | -           | -           | -           | 25     | 2      |
| Totale Misr Lel Makasa | Totale Misr Lel Makasa | Totale Misr Lel Makasa | 122        | 8          |                 | 6               | 3               |                    | 1                  | 0                  |             | -           | -           | 129    | 11     |
| 2021-2022              | Pyramids               | PL                     | 6          | 0          | CE              | 0               | 0               | CC                 | 0                  | 0                  | -           | -           | -           | 6      | 0      |
| 2022-2023              | Pyramids               | PL                     | 2          | 0          | CE              | 0               | 0               | CC                 | 1                  | 0                  | -           | -           | -           | 3      | 0      |
| Totale Pyramids        | Totale Pyramids        | Totale Pyramids        | 8          | 0          |                 | 0               | 0               |                    | 1                  | 0                  |             | -           | -           | 9      | 0      |
| Totale carriera        | Totale carriera        | Totale carriera        | 187        | 8          |                 | 11              | 4               |                    | 20                 | 0                  |             | 0           | 0           | 218    | 12     |

### Cronologia presenze e reti in nazionale
| Cronologia completa delle presenze e delle reti in nazionale ― Egitto | Cronologia completa delle presenze e delle reti in nazionale ― Egitto | Cronologia completa delle presenze e delle reti in nazionale ― Egitto | Cronologia completa delle presenze e delle reti in nazionale ― Egitto | Cronologia completa delle presenze e delle reti in nazionale ― Egitto | Cronologia completa delle presenze e delle reti in nazionale ― Egitto | Cronologia completa delle presenze e delle reti in nazionale ― Egitto | Cronologia completa delle presenze e delle reti in nazionale ― Egitto |
| Data                                                                  | Città                                                                 | In casa                                                               | Risultato                                                             | Ospiti                                                                | Competizione                                                          | Reti                                                                  | Note                                                                  |
| --------------------------------------------------------------------- | --------------------------------------------------------------------- | --------------------------------------------------------------------- | --------------------------------------------------------------------- | --------------------------------------------------------------------- | --------------------------------------------------------------------- | --------------------------------------------------------------------- | --------------------------------------------------------------------- |
| 5-6-2017                                                              | Il Cairo                                                              | Egitto                                                                | 1 – 0                                                                 | Libia                                                                 | Amichevole                                                            | -                                                                     | 79’                                                                   |
| Totale                                                                |                                                                       | Presenze                                                              | 1                                                                     |                                                                       | Reti                                                                  | 0                                                                     |                                                                       |

## Palmarès

### Club

#### Competizioni nazionali
- Campionato egiziano: 3

Al-Ahly: 2007-2008, 2017-2018, 2018-2019